# GAMA 月桃の花
『GAMA 月桃の花』（ガマ げっとうのはな）とは、1996年に公開された文部科学省選定の日本映画である。2007年ベルリン映画祭参加作品。太平洋戦争当時の沖縄戦終結50周年を記念して制作された。
戦後50年を迎えようとする沖縄を舞台に、地上戦を生き延びた女性・宮里房と、米兵と結婚してアメリカに渡った娘の子供・ジョージの対話を通して、戦争の悲惨さと一家のわだかまりの融解を描いている。
この映画が収録されている媒体は16ミリフィルムであり、製作年が1996年とすると極めてまれな収録媒体である。映画の上映に関しては完全予約出張制で、学校や教育関連の会合や集まりなど大勢の人々が集まる所でのみ上映される。一般向けのVHS化やDVD化はされていない。

## 出演者
- 宮里房･･･朝霧舞
- ジョージ･･･川平慈英
- カミおばあ･･･平良とみ
- 鳥羽軍曹･･･沖田浩之
- 知花章･･･宮里真助
- ウエチ雄大･･･山城武吉
- 比屋定亀助･･･川満聡
- 糸数文子･･･新里奈津子
- 宮里真吉･･･島袋利音
- 宮里房（現代）･･･玉木初枝
- 平良勝男（現代）･･･中里友豪
- 知念盛昌･･･當間武三
- 真壁ウメ･･･島袋也子
- 平良勝男（戦時中）･･･島袋匠造
- 元通信兵･･･國村隼
- 吉田妙子

## スタッフ
- 製作・音楽： 海勢頭豊
- 原案・脚本:嶋津与志
- 監督： 大澤豊
- 企画・脚本: 橘祐典
- 撮影監督: 岡崎宏三
- 監督補: 松本泰生
- プロデューサー: 細谷修身
- 美術: 山崎秀満
- 録音: 瀬川徹夫
- 宣伝: 浅見一史
- 制作: 映画GAMA - 月桃の花を成功させる会

## 主題歌
「月桃」
- 作詞・作曲 : 海勢頭豊
- 編曲：嘉手苅聡
- 歌 : 朝霧 舞・国吉なおみ・国吉昭子